# Who Is Jill Scott? Words and Sounds Vol. 1
| Críticas profissionais                                                      | Críticas profissionais |
| Avaliações da crítica                                                       | Avaliações da crítica  |
| Fonte                                                                       | Avaliação              |
| --------------------------------------------------------------------------- | ---------------------- |
| Allmusic                                                                    | link                   |
| Robert Christgau                                                            | hm3 link               |
| Entertainment Weekly                                                        | A link                 |
| LA Weekly                                                                   | Favorável link         |
| Los Angeles Times                                                           | link                   |
| PopMatters                                                                  | Favorável link         |
| Rolling Stone                                                               | link                   |
| Sputnikmusic                                                                | link                   |
| Time                                                                        | Favorável link         |
| Yahoo! Music                                                                | Favorável link         |
| Esta tabela precisa de ser acompanhada por texto em prosa. Consulte o guia. |                        |

Who Is Jill Scott? Words and Sounds Vol. 1 é o álbum de estreia da cantora-compositora americana de R&B contemporâneo-soul Jill Scott, lançado nos Estados Unidos em 18 de Julho de 2000 pela Hidden Beach Recordings para aclamação da crítica. O álbum foi nomeado para o Melhor Álbum de R&B na edição de 2001 dos Grammy Awards, onde "Gettin' in the Way", "A Long Walk", e "He Loves Me (Lyzel in E Flat)" foram nomeadas para Melhor Performance Vocal Feminina de R&B em 2001, 2002 e 2003, respectivamente. O álbum foi listado como um dos melhores álbuns da década de 2000 pela Slant Magazine.
Enquanto não foi lançada como um single, a faixa "He Loves Me (Lyzel in E Flat)", dedicada ao até então marido de Scott, Lyzel Williams, se tornou uma canção particularmente popular nas performances ao vivo e televisionadas de Scott. Também recebeu uma versão remix que ganhou popularide e foi mais tarde incluida no seu álbum de 2001 Experience: Jill Scott 826+. A cantora gospel Karen Clark Sheard e sua filha Kierra também fizeram uma versão cover com novas letras evangélicas no álbum de Karen The Heavens Are Telling, de 2003. Beyoncé também incluiu a canção como parte de um medley com "Dangerously in Love 2" durante sua turnê mundial Beyoncé Experience em 2007. A canção também foi interpretada pelo trio alemão de pop Monrose no seu DVD de 2006 Popstars - The Making of Monrose.

## Lista de faixas
1. "Jilltro" (Andre Harris, Darren Henson) – 1:03
2. "Do You Remember" (Jill Scott, Harris) – 4:43
3. "Exclusively" (Scott, Jeff Townes) – 2:05
4. "Gettin' in the Way" (Scott, Vidal Davis) – 3:56
5. "A Long Walk" (Scott, Harris) – 4:41
6. "I Think It's Better" (Scott, Harris) – 1:42
7. "He Loves Me (Lyzel in E Flat)" (Scott, Keith Pelzer) – 4:45
8. "It's Love" (Scott, Henson, Pelzer) – 5:54
9. "The Way" (Scott, Harris) – 4:16
10. "Honey Molasses" (Scott, Carvin Haggins) – 2:41
11. "Love Rain" (Scott, Davis) – 4:12
12. "The Roots (Interlude)" (Ahmir Khalib Thompson, Tariq Trotter, Scott Storch, Scott) – 0:57
13. "Slowly Surely" (Scott, Henson, Don Thompson) – 4:35
14. "One Is the Magic #" (Scott, Davis) – 3:48
15. "Watching Me" (Scott, Ted Thomas, Jr., Rich Medina, Roy Ayers, William Allen) – 3:45
  - Contains a sample of Roy Ayers' "No Stranger to Love" (Roy Ayers, William Allen)
16. "Brotha" (Scott, Pelzer, Allen Toussaint) – 3:25
17. "Show Me" (Scott, Davis) – 4:06
18. "Try"/"Love Rain" (Remix featuring Mos Def) ("Try": Scott, James Poyser) – 10:07

## Paradas musicais
| Parada musical (2000)                 | Maior posição |
| ------------------------------------- | ------------- |
| Norwegian Albums Chart                | 37            |
| Swedish Albums Chart                  | 27            |
| UK Albums Chart                       | 69            |
| U.S. Billboard Top Heatseekers        | 2             |
| Chart (2001)                          | Peak position |
| New Zealand Albums Chart              | 47            |
| U.S. Billboard 200                    | 17            |
| U.S. Billboard Top R&B/Hip-Hop Albums | 2             |
| Chart (2002)                          | Peak position |
| Dutch Albums Chart                    | 78            |

| País           | Certificante | Certificação | Vendas    |
| -------------- | ------------ | ------------ | --------- |
| Canadá         | CRIA         | Ouro         | 50,000    |
| Reino Unido    | BPI          | Ouro         | 100,000   |
| Estados Unidos | RIAA         | 2× Platina   | 2,500,000 |